# Isabel Jiménez
Isabel Jiménez (Almeria, 14 de febrer de 1982) és una periodista i presentadora de televisió espanyola.
Va començar la seva carrera de periodisme amb l'objectiu de treballar en la premsa, però, encara que va treballar per a diferents publicacions escrites, la seva trajectòria professional la va iniciar en televisió. Després de finalitzar els seus estudis i obtenir la llicenciatura el seu debut es va produir el 2005 a través de Telecinco on va ser enviada com a corresponsal de la cadena a Roma per transmetre la mort del Papa Joan Pau II.
Posteriorment va fitxar per al programa d'Antena 3 A fondo on es va ocupar de realitzar reportatges periodístics d'investigació, i temps més tard, es va encarregar de presentar esporàdicament l'edició matinal d'Antena 3 Notícias  així com de dur a terme importants cobertures informatives. El 2008, durant les vacances estivals de Matías Prats, Jiménez es va posar al capdavant de les càmeres i va debutar com a substituta del presentadora en el noticiari de la cadena.
Després de romandre sis anys lligada a la cadena de Planeta, el juny de 2011, va anunciar la seva incorporació en els serveis informatius del grup de comunicació, Mediaset España Comunicación, i un mes després, la presentadora es va posar al capdavant de l'edició de sobretaula d'Informativos Telecinco al costat del seu company de plató, David Cantero fins al 29 de desembre de 2023 i Angeles Blanco des del 16 de gener de 2024. Des del 2011 al 2023 va saltar de vegades a l'edició nocturna d'Informativos Telecinco en substitució de Pedro Piqueras.